# Vlčkovice - Dubský rybník
Vlčkovice - Dubský rybník este o arie protejată (arie specială de conservare — SAC, sit de importanță comunitară — SCI) din Republica Cehă întinsă pe o suprafață de 7,82 ha, integral pe uscat.

## Localizare
Centrul sitului Vlčkovice - Dubský rybník este situat la coordonatele 49°37′52″N 14°43′11″E / 49.631111°N 14.719722°E.

## Înființare
Situl Vlčkovice - Dubský rybník a fost declarat sit de importanță comunitară în aprilie 2005 pentru a proteja 1 specie de animale. Situl a fost protejat și ca arie specială de conservare în iulie 2012.

## Biodiversitate
Situată în ecoregiunea continentală, aria protejată nu include niciun habitat protejat.
La baza desemnării sitului se află o specie protejată de  amfibieni: buhai de baltă cu burta roșie (Bombina bombina).